# Brachythecium latinervium
Brachythecium latinervium är en bladmossart som beskrevs av Lars Hedenäs 1996. Brachythecium latinervium ingår i släktet gräsmossor, och familjen Brachytheciaceae. Inga underarter finns listade i Catalogue of Life.